# 亞歷山大·弗拉基米羅維奇·波波夫

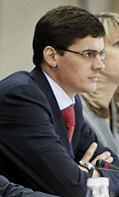
亞歷山大·波波夫

亞歷山大·弗拉基米罗维奇·波波夫（俄语：Александр Владимирович Попов，1971年11月16日—），俄羅斯前男子游泳運動員，奧運金牌得主。他被廣泛認為是世界上最佳的短距離自由泳運動員之一。出生於斯維爾德洛夫斯克州的下圖拉。自8歲起開始練習游泳。他曾經在1992年的巴塞隆納奧運會和1996年的亞特蘭大奧運會上實現了50米自由泳和100米自由泳兩個項目的連霸。